# HD 108732
HD 108732，又名CP-55 5097，SAO 239999、HR 4754，是一颗恒星，视星等为5.8，位于銀經299.95，銀緯6.22，其B1900.0坐标为赤經12h 24m 23.2s，赤緯-55° 6.22′ 20″。